# Henry Kaiser (Gitarrist)

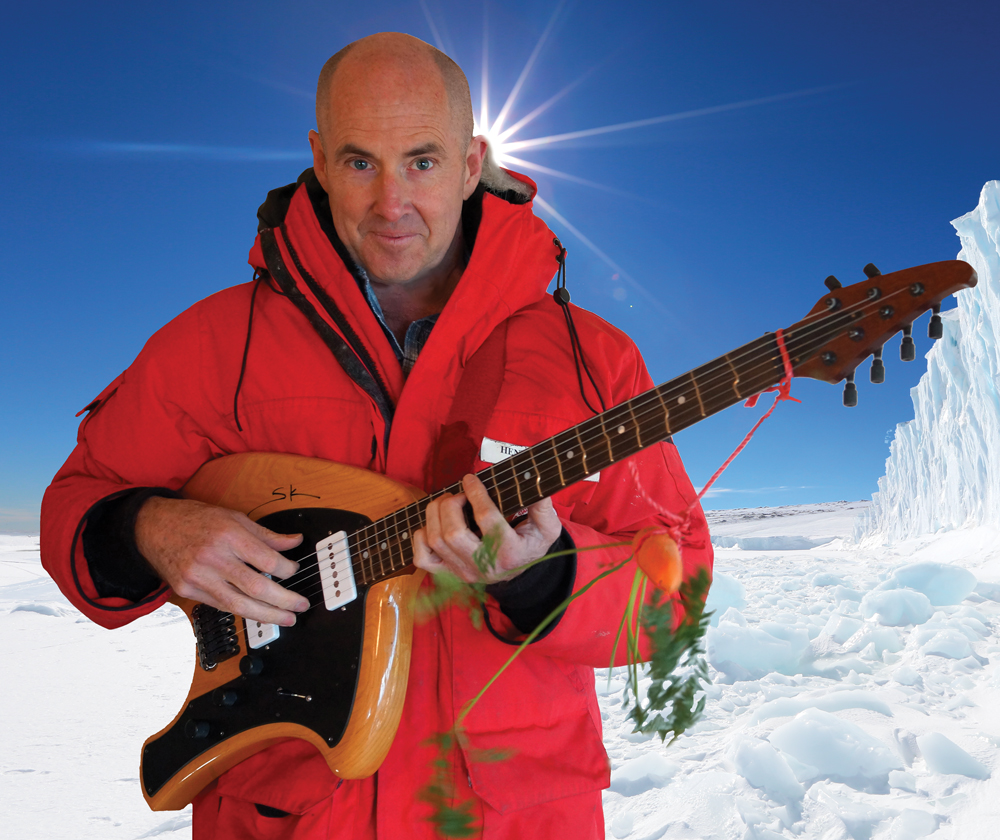
Henry Kaiser (2014)

Henry Kaiser (* 19. September 1952 in Oakland, Kalifornien) ist ein US-amerikanischer Fusion- und Rock-Gitarrist sowie Produzent und Unterwasserfilmer, der seit 1977 mehr als 35 Alben veröffentlicht hat und bei mehr als 150 Alben als Gitarrist oder Produzent beteiligt war. AllMusic zufolge gehört er zudem zur zweiten Generation der freien Improvisationsmusiker.

## Werk
Kaiser orientierte sich zunächst am Spiel von Derek Bailey einerseits, der Gitarristen von Captain Beefheart andererseits. Seine ersten Aufnahmen erfolgten als Soloprojekt oder mit spontan zusammengestellten Gruppen, etwa mit Fred Frith, dem Rova Saxophone Quartet, mit dem Pianisten Greg Goodman und Diamanda Galás. In den 1980er Jahren orientierte Kaiser sich am Rocksound der 1960er- und 1970er-Jahre mit einer besonderen Faszination für die Musik von Grateful Dead; er beteiligte sich an einer Reihe von Tribute-Alben für Imaginary Records. Mit einer eher improvisierenden Gitarre arbeitete er mit Derek Bailey und Jim O’Rourke zusammen. In den 1990er-Jahren nahm er Alben mit David Lindley in Norwegen und Madagaskar auf; auf Madagaskar 1991 entstand für Shanachie Records eine Serie von sechs Alben mit einheimischen Musikern, zunächst A World Out of Time.
Im YOO MILES!-Projekt orientierte sich Kaiser gemeinsam mit Wadada Leo Smith am Sound der elektrischen Miles-Davis-Band der 1970er Jahre.

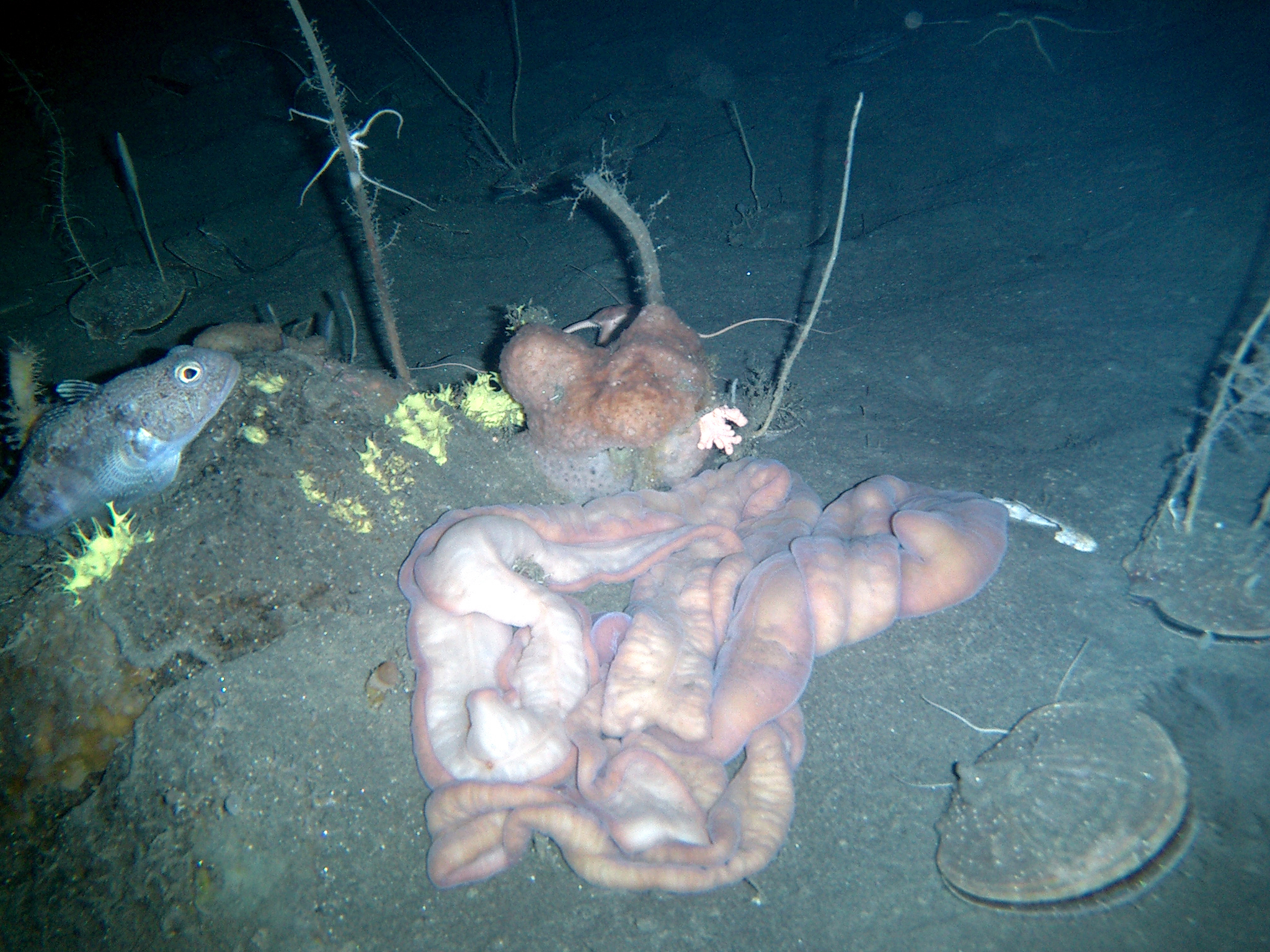
Parborlasia corrugatus. Unterwasseraufnahme von Henry Kaiser im Rossmeer, Antarktis, unterhalb einer fünf Meter dicken Eisschicht (2004)

Zur Jahreswende 2001/2002 verbrachte Kaiser im Rahmen des Antarctic Artists & Writers Program der National Science Foundation zweieinhalb Monate auf einer Forschungsstation in der Antarktis und nahm dabei als erster Musiker ein Album auf diesem Kontinent auf. Nach Requia, seiner 2013 erschienenen Hommage an den amerikanischen Gitarrenpionier John Fahey, legte er 2019 ein Folgealbum mit dem Titel More Requia vor.
Für den Science-Fiction-Film The Wild Blue Yonder (2005) von Werner Herzog steuerte Kaiser Unterwasser-Filmaufnahmen vom McMurdo-Sund bei. Kaiser produzierte den Dokumentarfilm Encounters at the End of the World (2007) von Werner Herzog, der 2009 für den Oscar als bester Dokumentarfilm nominiert wurde, und dessen Musik.

## Veröffentlichungen (Auswahl)
- 1987: Devil in the Drain (SST Records)
- 1989: Those Who Know History Are Doomed to Repeat It (SST Records)
- 1991: Henry Kaiser & David Lindley: A World Out of Time (Shanachie Records) mit David Lindley, Ramiliso, Rossy, Tarika Sammy, Mahaleo, Voninavoko, Roger Georges, Tovo, Rokota Fra, D’Gary
- 1994: Henry Kaiser & David Lindley: The Sweet Sunny North (Shanachie Records)
- 1994: Derek Bailey & Henry Kaiser: Wireforks (Shanachie Records)
- 1998: Henry Kaiser & Wadada Leo Smith: Yo Miles! (Shanachie Records) mit Rova Saxophone Quartet, George Brooks, Oluyemi Thomas, Nels Cline, Chris Muir, Freddie Roulette, John Medeski, Paul Plimley, Greg Goodman, Michael Manring, Lukas Ligeti, Wally Ingram
- 1999: Henry Kaiser & Paul Plimley: Passwords (Spool) mit Danielle DeGruttola
- 2000: Lemon Fish Tweezer: A History of Henry Kaiser’s Solo Guitar Improvisations (1973–1991) (Cuneiform Records)
- 2005: Henry Kaiser & Wadada Leo Smith: Yo Miles! – Upriver (Cuneiform Records), Super Audio Compact Disc
- 2008: Zen Kaiju (Balance Point)
- 2015: Relations, mit Damon Smith
- 2017: Tania Chen, Henry Kaiser, Wadada Leo Smith, William Winant: Ocean of Storms (Fractal Music)
- 2018: Henry Kaiser – Ed Pettersen: We Call All Times Soon (Split Rock)
- 2020: John Russell, Ray Russell, Henry Kaiser & Olie Brice: The Dukes of Bedford (Balance Point Acoustics)
- 2022: Wadada Leo Smith, Henry Kaiser, Alex Varty: Pacifica Koral Reef (577 Records)

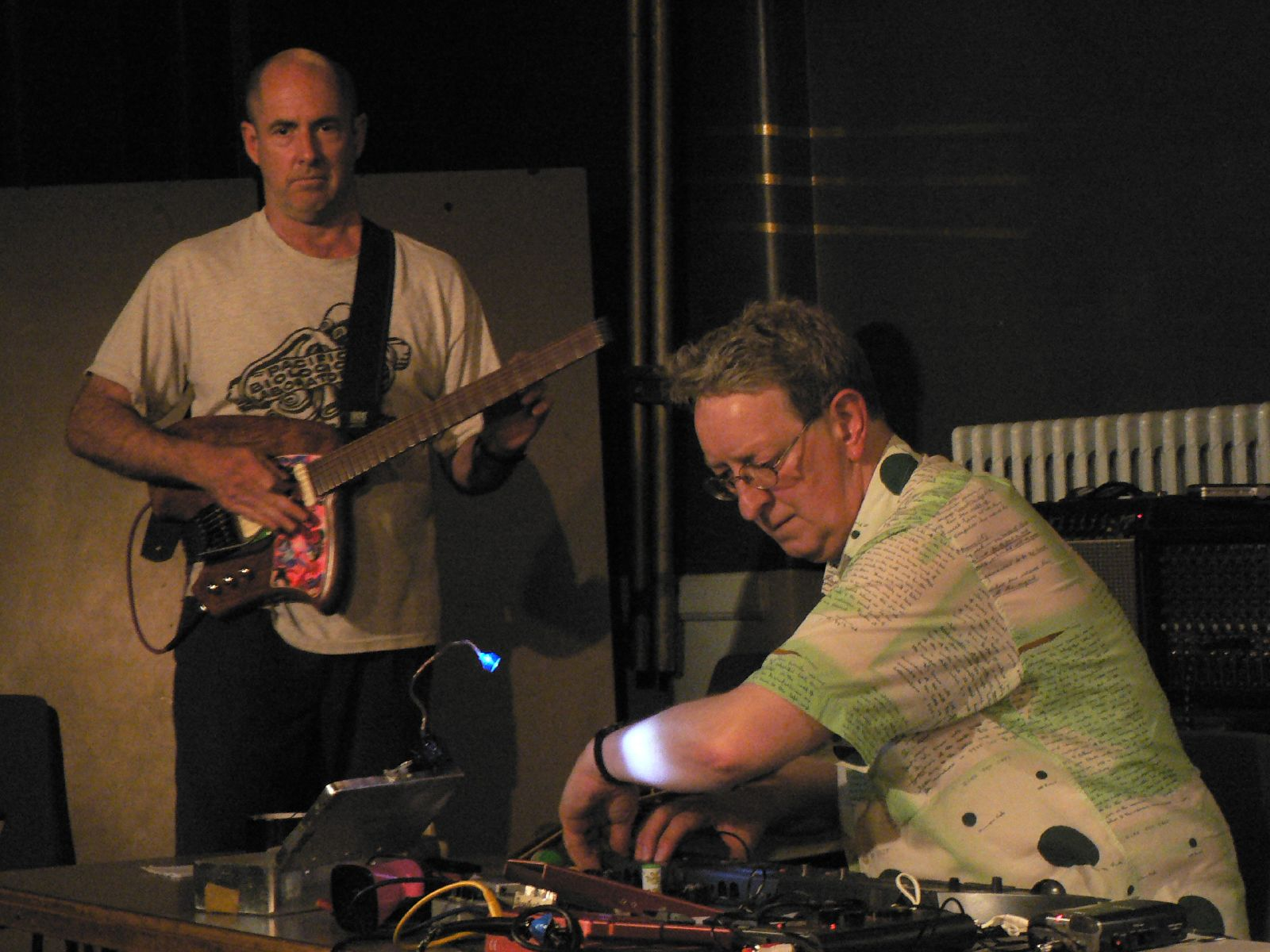
Henry Kaiser (links) und Steve Beresford, 2007